# Хламідомонада
Хламідомонада (Chlamydomonas) — рід мікроскопічних одноклітинних зелених водоростей грушоподібної або овальної форми, нараховує понад 500 видів.

## Опис
Поверхня клітини вкрита прозорою оболонкою, що містить гідроксипролін, та яка зазвичай щільно прилягає до протопласту. Має змішаний спосіб живлення. На передньому кінці тіла оболонка утворює невелике випинання — папіла (носик), від якого відходять два джгутики, що забезпечують рух. Носик може мати різну форму, що є систематичною ознакою на рівні виду. Всю внутрішню частину клітини займає цитоплазма з великим чашоподібним хлоропластом. В нижній потовщеній частині хлоропласта розміщений піреноїд (зона, де найактивніше синтезуються й нагромаджуються запасні поживні речовини), який містить багато білків і оточений зернами крохмалю, добре помітними неозброєним оком, чи при цитохімічному забарвленні розчином Люґоля. Також хлоропласт може бути і зірчастим, з багатьма піреноїдами. Також клітина містить стигму, що може займати переднє (у верхньому кінці хлоропласта), середнє та заднє положення, або бути відсутньою взагалі. У вирізці хлоропласта розташоване ядро з добре помітним ядерцем. Спереду біля основи джгутиків розміщені дві скоротливі вакуолі, іноді їх може бути багато, тоді вони розкидані по протопласту. Неотипом роду є вид Chlamydomonas reinhardtii, власне рід було окремо виділено Еренберґом (Ehrenberg) 1833 року.

## Розмноження
Хламідомонади розмножуються безстатевим та статевим шляхом. При безстатевому розмноженні клітина втрачає джгутики, її ядро, хлоропласт і цитоплазма діляться на 4 (рідше 8) клітин — зооспор. У кожної дочірньої клітини виростає по 2 джгутики, оболонка материнської клітини руйнується і зооспори виходять у воду. У такий спосіб водорості розмножуються дуже швидко. Вже через добу дочірні клітини знов діляться.
Статевий процес — оогамний, ізогамний або гетерогамний. При ізогамному статевому процесі в материнській клітині утворюються гамети. Вони подібні до зооспор, однак кількість значно більша — 32 або 64 в одній клітині. Після дозрівання гамети виходять з материнської клітини і попарно з'єднуються, утворюючи зиготу. Вона вкривається захисною оболонкою і переходить у стан спокою. Через який час зигота виходить з оболонки і ділиться мейотично з утворенням 4 гаплоїдних зооспор. За несприятливих умов клітина втрачає джгутики та переходить до нерухомого способу існування, у деяких видів цей процес супроводжується ослизненням оболонки. Такий спосіб існування може тривати досить довго.

## Поширення у природі
Хламідомонади живуть у невеликих, евтрофованих водоймах, що добре прогріваються (калюжі, стічні канави). У таких водоймах вони швидко розмножуються та викликають «цвітіння» води. Оскільки при живленні клітини хламідомонад поглинають розчинені органічні речовини, вони тим самим сприяють процесу очищення забрудненої води (самоочищенню). Також розвиваються у ґрунтах та морських водоймах.

### Червоний сніг
Виникненню явища, названого «червоним снігом», найчастіше сприяє хламідомонада сніжна (Chlamydomonas nivalis), клітини якої густо заповнені червоним пігментом. Більшу частину часу вона перебуває у стані спокою, але при відтаванні снігу водорість починає дуже швидко розмножуватися. Молода водорість якийсь час залишається зеленою і тільки згодом набуває кров'яно-червоного або темно-малинового кольору. Цікаво, що сніг, пофарбований цими водоростями, набуває специфічного смаку, що нагадує кавуновий.

## Застосування людиною

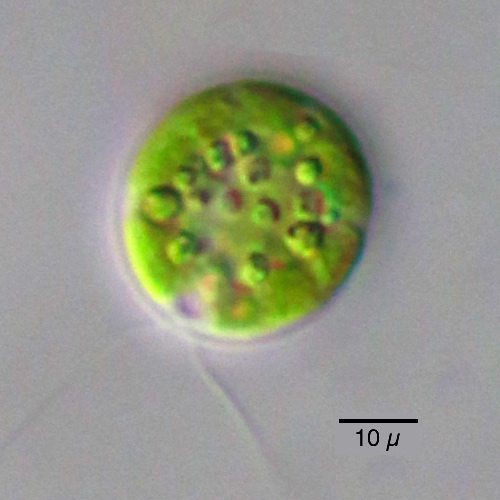
Chlamydomonas globosa

Види роду широко використовувані людиною у різних дослідженнях. Наприклад, Chlamydomonas reinhardtii та Chlamydomonas moewusii є модельними об'єктами у сфері генетичних, фізіологічних, біохімічних, молекулярних досліджень, мутантні штами цих та інших видів роду розглядаються, як об'єкти для промислової культивації у фітотехнології.
Разом з амебою, інфузорією туфелькою, хламідамонаду широко використовують у шкільній програмі як приклад одноклітинного мікроорганізму.